# Rosensparre
Rosensparre var en gammel dansk, i Skåne hjemmehørende adelsslægt, der førte en med tre røde roser belagt sølv-sparre i blåt, på hjelmen tre grønne stilke, hver med en rød rosenknop. Skjoldmærket førtes også i det 14.-15. århundrede af patricierslægter i Lund og Malmø. Slægten på mandig side uddøde 1624. Døtre var gift ind i andre familier som Rotfeld mm.
Stamfaderen, Johannes Nielsen af Skarholt i Froste Herred, var 1355 landsdommer i Skåne, en stilling, der beklædtes af flere af hans efterkommere. Hans sønnesøns sønnesøn, landsdommer Jens Torbernsen til Skarholt (død 1530), var Christian II's fodermarsk, svor gentagne gange kongen lydighed, men sluttede sig desuagtet til Frederik I. Han var fader til rigsråden Steen Jensen Rosensparre til Skarholt (1523-1565). Denne var bl.a. lensmand på Kalundborg, hvor Christian II sad fanget, forlenedes senere med Bosø Kloster og tog som krigskommissær virksom del i Den Nordiske Syvårskrig. Han fandt heltedøden i slaget ved Axtorna. Hans søn, rigsråden Oluf Rosensparre til Skarholt (1559-1624), en af Christian IV's hyppige omgangsfæller, arvede Vester Vallø efter sin moder og sad som lensmand på Dragsholm. Med ham uddøde slægten på mandlig side, idet hans eneste voksne søn, hofjunker Steen Rosensparre (1588-1612), satte livet til i rytterfægtningen på Skellinge Hede.
En efterkommer af Ingeborg Jepsdatter Rosensparre fik i 2021 godkendt Rosensparre som efternavn, så der er i 2021 5 personer, som bærer navnet som efternavn[kilde mangler].